# Zonopimpla vargasi
Zonopimpla vargasi là một loài tò vò trong họ Ichneumonidae.